# The Pleasure of His Company
The Pleasure of His Company (br.: O papai playboy) é um filme estadunidense de 1961 do gênero comédia romântica dirigido por George Seaton para a Paramount Pictures. Roteiro de Cornelia Otis Skinner e Samuel A. Taylor baseado na peça homônima de Skinner.

## Sinopse
Jessica Anne Poole mora em San Francisco em uma grande casa com sua mãe e o padrasto e está para se casar mas está triste por não saber se seu adorado pai que não vê há quinze anos e que raramente lhe manda notícias, virá para a cerimônia. Seu pai é Biddeford "Pogo" Poole, um charmoso playboy internacional que se diverte viajando o tempo todo pelo mundo. "Pogo" chega para o casamento mas o noivo da filha, um jovem rico herdeiro de uma grande fazenda, lhe desagrada. Ele teme que Jessica fique enredada nos afazeres do serviço doméstico e não consiga mais viajar e se sente culpado por não a ter levado em sua companhia quando ela era mais jovem. E decide tentar convencê-la a adiar o casamento e partir com ele em viagem, para espanto dos demais membros da família.

## Elenco
Na época que este filme foi lançado, Fred Astaire tinha desistido de dançar na tela. Ele tinha terminado recentemente um desempenho dramático em On the Beach em 1959 e aposentou-se de dançar em filmes porque ele estava ficando velho. Ele não faria outro musical de Hollywood até Finian's Rainbow ser lançado em 1968. No entanto, ele dançou um pouco no filme durante a seqüência da festa, e até cantou brevemente como quando ele brincou com Lilli Palmer. Figurinista famosa Edith Head, que desenhou os vestidos para o filme, apareceu no início do filme, mostrando vestidos para Debbie Reynolds.
- Fred Astaire...Biddeford 'Pogo' Poole
- Debbie Reynolds...Jessica Anne Poole
- Lilli Palmer...Katharine 'Kate' Dougherty
- Tab Hunter...Roger Berk Henderson
- Gary Merrill...James 'Jim' Dougherty
- Charles Ruggles...Mackenzie Savage
- Harold Fong...Toy
- Elvia Allman...Senhora Mooney

## Indicações a prêmios
- Globo de Ouro
  - Fred Astaire venceu como melhor ator de comédia
- 11º Festival Internacional de Cinema de Berlim
  - recebeu nomeação ao Urso de Ouro[2]